# ドロヴャノイ
ドロヴャノイ (ロシア語: Дровяной)とは、ロシア連邦ヤマロ・ネネツ自治管区ヤマル地区にかつて存在した村。現在は廃村。人口は0人（2010年時点）。